# Rzeka Czarna (dopływ Rzeki Czerwonej)
Rzeka Czarna (wiet. sông Đà; chiń. 李仙江; pinyin Lǐxiān Jiāng) – rzeka w Wietnamie i Chinach, prawy dopływ Rzeki Czerwonej w wietnamskim regionie Północno-Zachodnim, na granicy prowincji Lai Châu i Điện Biên. Liczy około 800 km długości.
Powstaje w Chinach, w górach prowincji Junnan, z połączenia rzek Babian Jiang (把邊江) i Amo Jiang (阿墨江). Rzeka Czarna jest największym dopływem Rzeki Czerwonej i wpada do niej w prowincji Phú Thọ. Na Rzece Czarnej znajdują się dwie wielkie hydroelektrownie.